# 박상준 (1876년)
박상준(朴相駿, 일본식 이름: 朴澤相駿 호자와 소준, 1876년 ~ 1945년)은 일제강점기의 관료로 귀족원 의원을 지냈다. 본관은 밀양이다.

## 생애
평안남도 성천 출신이다. 성천의 사립학교에서 교사로 일하면서 태극학회의 성천지회 회장을 맡아 계몽운동을 벌였다. 이후 강동군과 순천군의 군수가 되었는데, 한일 병합 조약이 체결된 이후 차츰 친일파로 활동하게 되었다.
1919년 3·1 운동 무렵부터 승진을 거듭하여, 평안남도 참여관(1921), 강원도 지사(1926), 함경북도 지사(1927), 황해도 지사(1928)를 거쳐서 1939년에는 조선총독부 중추원 참의가 되었다. 1935년 총독부가 편찬한 《조선공로자명감》에 조선인 공로자 353명 중 한 명으로 수록되어 있다.
1930년대 후반부터 전쟁 분위기가 고조되면서 그는 각종 친일 단체에 가입하여 적극적으로 활동했다. 1937년 시국강연반에서 전국을 나누어 담당하여 관제 시국 강연을 벌일 때 경상남도 지역에서 친일 연설을 했으며, 국민정신총동원조선연맹(1939), 국민총력조선연맹(1940), 흥아보국단 준비위원회(1941), 임전대책협의회(1941), 조선임전보국단(1942)에 차례로 참가했다.
1939년 경학원 대제학에 임명되어 유교의 친일화에도 앞장섰다. 1941년 유림 주도로 전쟁 승리를 기원하는 제사를 주관했고, 1943년에는 친일 유림 단체인 조선유도인연합회 회장에 올랐다.
1945년 4월 3일 조선인 중에서 7명의 칙선 귀족원 의원과 23명의 중의원 의원을 일본 국회의 의원으로 선임할 때, 귀족원 의원으로 선임될 정도로 공을 인정 받았다.
2002년 발표된 친일파 708인 명단과 2008년 민족문제연구소에서 친일인명사전에 수록하기 위해 정리한 친일인명사전 수록예정자 명단에 포함되었다. 2009년 친일반민족행위진상규명위원회가 발표한 친일반민족행위 705인 명단에도 포함되었다.

## 같이 보기
- 조선총독부 중추원
- 경학원
- 조선임전보국단

## 참고자료
- 반민족문제연구소 (1993년 2월 1일). 〈박상준 : ‘불가능한 독립’ 대신 ‘행복한 식민지’ 택한 확신범 (김도형)〉. 《친일파 99인 1》. 서울: 돌베개. ISBN 978-89-7199-011-7.